# Rudolf Hohenberg
Rudolf Hohenberg (ur. 15 stycznia 1908 r. w Podkamieniu, zm. 1 czerwca 1979 r.) – polski matematyk, statystyk i ekonomista.

## Życiorys
Urodził się 15 stycznia 1908 r. w Podkamieniu koło Tarnopola, w rodzinie urzędniczej. Uczęszczał do szkoły podstawowej w Bolechowie. Osierocony w wieku 15 lat, ukończył seminarium nauczycielskie we Lwowie i podjął pracę celem wsparcia finansowego rodziny, w tym pięciorga młodszego rodzeństwa. Jednocześnie kontynuował edukację i eksternistycznie zdał maturę. Po ukończeniu szkoły średniej podjął studia na Wydziale Matematyczno-Przyrodniczym Uniwersytetu Jana Kazimierza we Lwowie i tam w 1938 r. uzyskał absolutorium, ale z powodu wybuchu II wojny światowej nie obronił gotowej pracy magisterskiej.
W latach 1939–1945 pracował w szkole podstawowej oraz w szkole średniej we Lwowie, a następnie w Leżajsku. W 1946 r. podjął pracę w Katedrze Melioracji i Inżynierii Rolnej Wydziału Rolniczego na Uniwersytecie Wrocławskim, gdzie prowadził zajęcia ze statystyki, matematyki wyższej i mechaniki teoretycznej. W 1948 r. ukończył studia na Wydziale Matematyki, Fizyki i Chemii Uniwersytetu Poznańskiego. Zapoznawszy się z problematyką zastosowań matematyki w rolnictwie, eksternistycznie uzupełnił studia rolnicze i uzyskał w 1951 r. stopień doktora nauk rolniczych pod kierunkiem prof. dr hab. Tadeusza Rübenbauera.
Po powołaniu Wyższej Szkoły Rolniczej we Wrocławiu w 1951 r. zorganizował Zakład Matematyki i prowadził wykłady z zastosowań matematyki. Po uzyskaniu tytułu zastępcy profesora, objął kierownictwo Katedry Matematyki. W 1954 r. został prorektorem uczelni, a następnie w latach 1956–1958 i 1958–1961 był prodziekanem Wydziału Melioracji Wodnych. W 1957 r. awansował na stanowisko docenta. 
W 1970 r. uzyskał stopień doktora habilitowanego na Wydziale Rolnym Wyższej Szkoły Rolniczej w Krakowie, a w 1973 r. otrzymał tytuł profesora nadzwyczajnego nauk ekonomicznych. W 1962 r. przeszedł do Wyższej Szkole Ekonomicznej we Wrocławiu, obejmując stanowisko kierownika Katedry Matematyki i pozostał na tym stanowisku do przejścia na emeryturę w 1978 r.
Autor 30 prac naukowych, kilku skryptów i podręcznika o tematyce związanej z rolnictwem. W 1974 r. został odznaczony Krzyżem Kawalerskim Orderu Odrodzenia Polski.
Zmarł 1 czerwca 1979 r. i został pochowany na cmentarzu przy ul. Bardzkiej we Wrocławiu.